# ويليام كوبر (سياسي أسترالي)
ويليام كوبر (بالإنجليزية: William Cooper)‏ هو كاتب وسياسي أسترالي، ولد في 1861 في فيكتوريا في أستراليا، وتوفي بنفس المكان في 29 مارس 1941.